# Forte di Uxegney
Il forte di Uxegney, conosciuto anche come fort Roussel, è un forte francese situato a Uxegney, presso Épinal in Lorena. 
Fu costruito dal 1882 al 1884 poi rimodernato più volte negli anni fino al 1914.
È uno dei rari esempi di forte francese facente parte del Sistema Séré de Rivières, ancora equipaggiato dal suo armamento e giunto praticamente intatto fino ai nostri giorni.
Vi si può vedere l'unico esemplare ancora completo e funzionante di torretta retrattile secondo il sistema a giganteschi contrappesi di 250 tonnellate detto "Galopin" (inventato nel 1889 da Alfred Galopin) con un canonone da 155 mm del 1907.
Un altro gran numero di dotazioni originali si trova ancora al suo posto tra cui cucine, camerate e pezzi di artiglieria e il loro straordinario stato di conservazione ha giustificato l'iscrizione del forte nell'elenco dei monumenti storici di Francia.
Il forte di Uxegney è situato su di una altura a 379 m s.l.m. al di sopra della valle del fiume Avière e aveva il compito di sorvegliare l'asse Épinal-Mirecourt, la ferrovia Épinal-Nancy e il canal de l'Est.

## Descrizione del forte
Il forte ha la classica forma di pentagono schiacciato circondato da un fossato.
L'edificio originale fu costruito in soli due anni (dal 1882 al marzo 1884). 
Comprendeva caserme, depositi di munizioni e scorte alimentari. 
Questi edifici furono costruiti a cielo aperto con pietra locale (arenaria variegata ricavata da una cava presso Forges) poi coperti con il terreno ricavato dallo scavo del fossato e lo spianamento del terreno circostante.
L'armamento originario era costituito da dieci cannoni Bange Lahitolle distribuiti sui tre lati anteriori del forte in piattaforme all'aperto.
Questo primo edificio costò all'epoca alle finanze francesi circa 1,7 milioni di franchi.
Le prime opere di ammodernamento, rese necessarie dall'evoluzione dell'artiglieria si ebbero a partire dal 1893 e consistettero nell'aggiunta di una speciale colata di cemento all'ingresso del forte, sulla polveriera e sui diversi dormitori.
Una seconda fase di lavori fu svolta a partire dal 1910 e trasformò completamente la fortezza. 
Il forte fu dotato di quattro torrette retrattili (una torretta per un pezzo da 155 millimetri, una torretta per due cannoni da 75 millimetri e due torrette per mitragliatrici), due casematte di "Bourges" (due cannoni da 75) per coprire il terreno verso i forti vicini, tre torrette di osservazione corazzate e blindate.
I diversi locali del forte furono ulteriormente rafforzati e venne messa in opera un'unica grande gettata di cemento sopra tutti gli elementi difensivi mentre fu migliorata la sorveglianza dei fossati mediante la costruzione di postazioni di mitragliatrici nei muri di controscarpa, infine fu installato un piccolo impianto per l'illuminazione alimentato da tre motori Aster a olio pesante (110 volt, 25 cavalli).

## Storia operativa
Il Fort di Uxegney non vide alcuna azione militare durante la prima guerra mondiale, poiché l'esercito tedesco non avanzò nel territorio attorno a Épinal.

Tra la prima e la seconda guerra mondiale il forte rimase di proprietà militare e fu mantenuto in attività.
Come il vicino Forte di Bois l'Abbé, il Forte di Uxegney fu utilizzato come deposito di munizioni.
Durante la seconda guerra mondiale i tedeschi lo lasciarono intatto mentre depredarono di acciaio e armamento gli altri forti attorno a Épinal.
Nel dopoguerra i francesi continuarono ad utilizzare i forti come deposito di munizioni fino al 1960, dopo di che li abbandonarono.

## Situazione attuale
Dopo decenni di inutilizzo, a partire dal 1989, l'"Association pour la Restauration du Fort d'Uxegney et de la Place d'Épinal (ARFUPE)" ha intrapreso il restauro e la manutenzione del sito di Uxegney. 
Il forte può essere visitato tra maggio e settembre. 
Anche il vicino forte di Bois l'Abbé, che dopo il 1960 fu utilizzato da privati, fu restaurato dall'ARFUPE a partire dal 1995 e può essere visitato in occasioni speciali.

## Galeria d'immagini

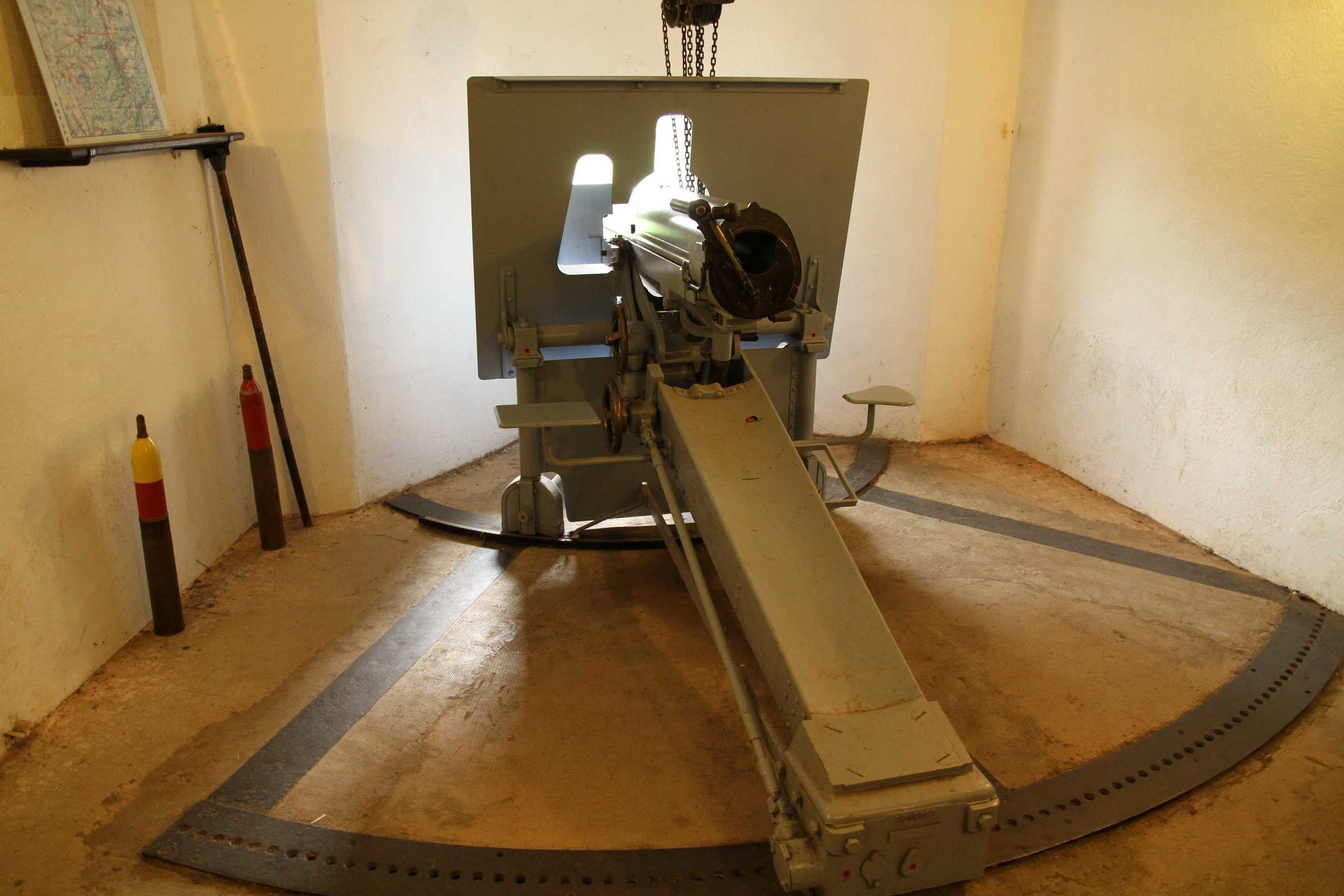
Dentro ad una casamatta detta de Bourges.
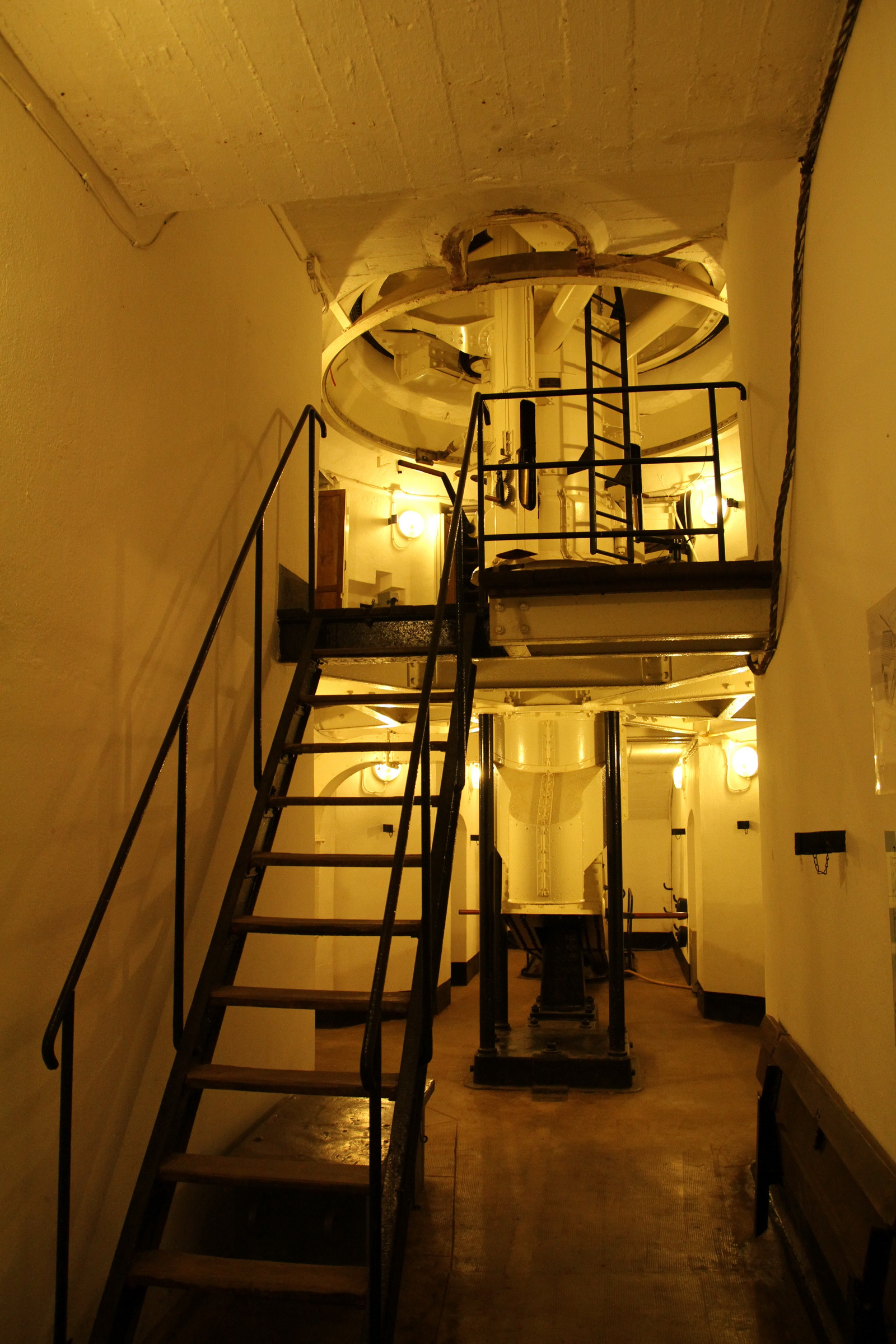
Torretta retrattile con due cannoni da 75 mm.
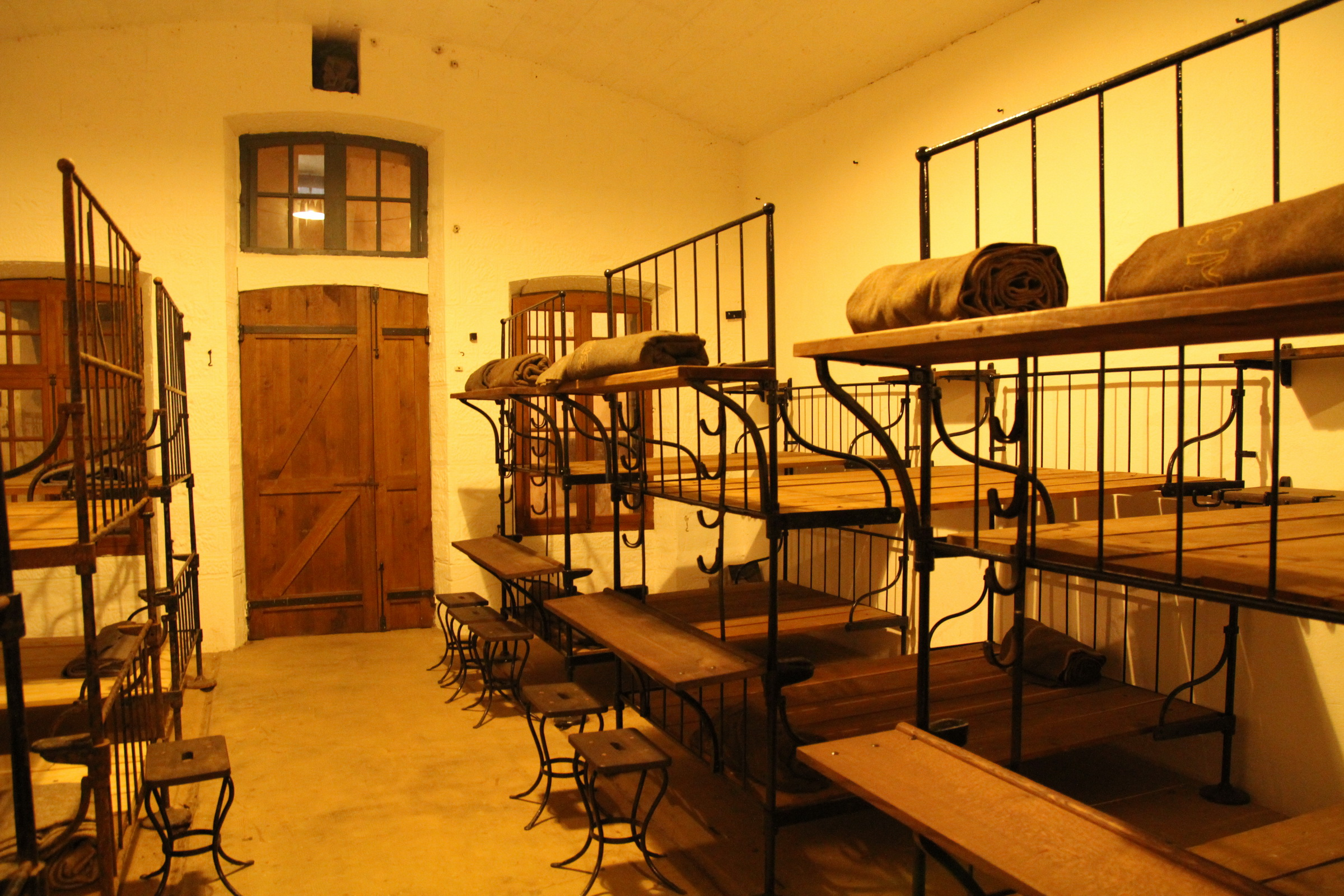
Camerata del forte capace di accogliere 50 persone.
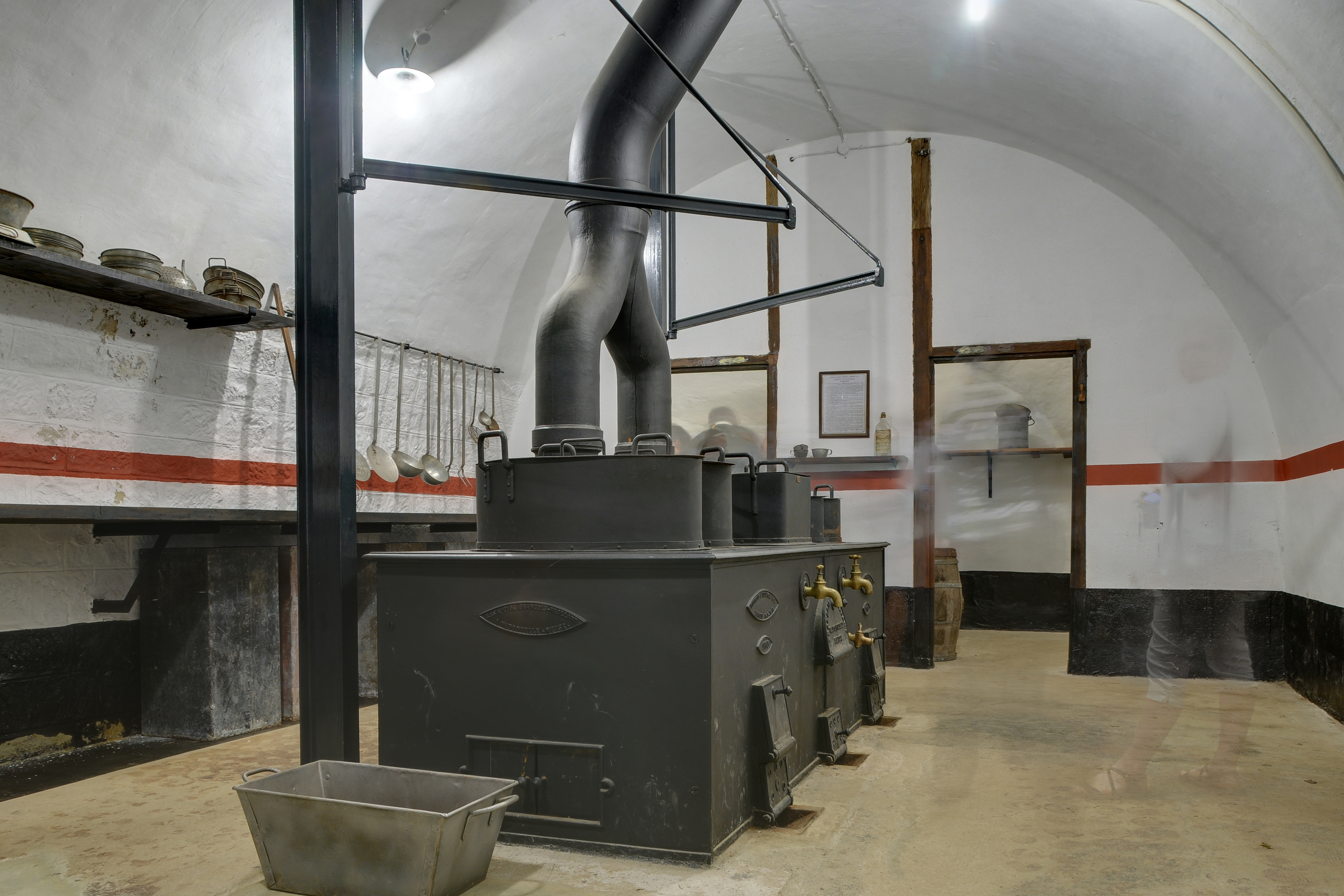
La cucina del Forte.
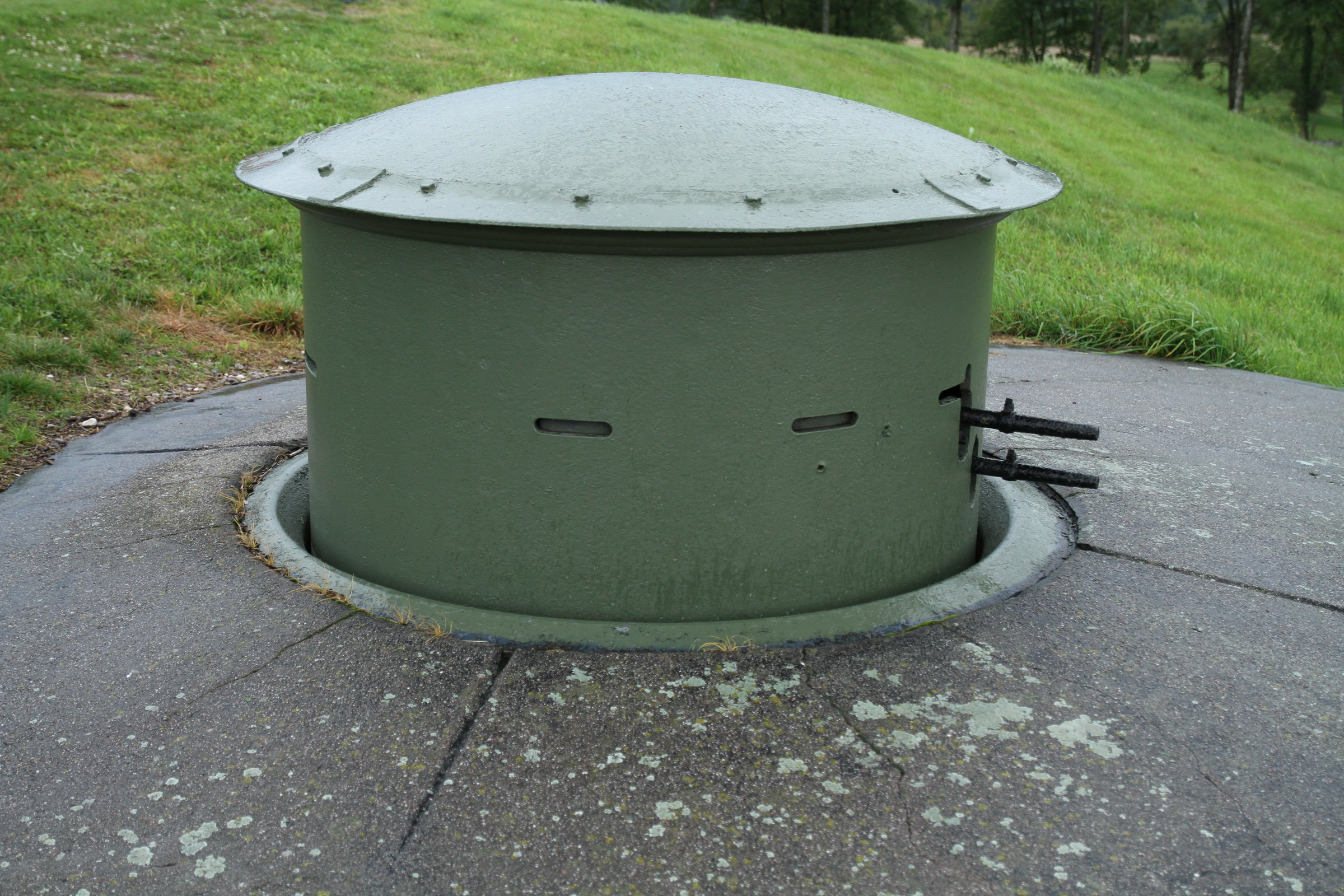
Una torretta per mitragliatrice.
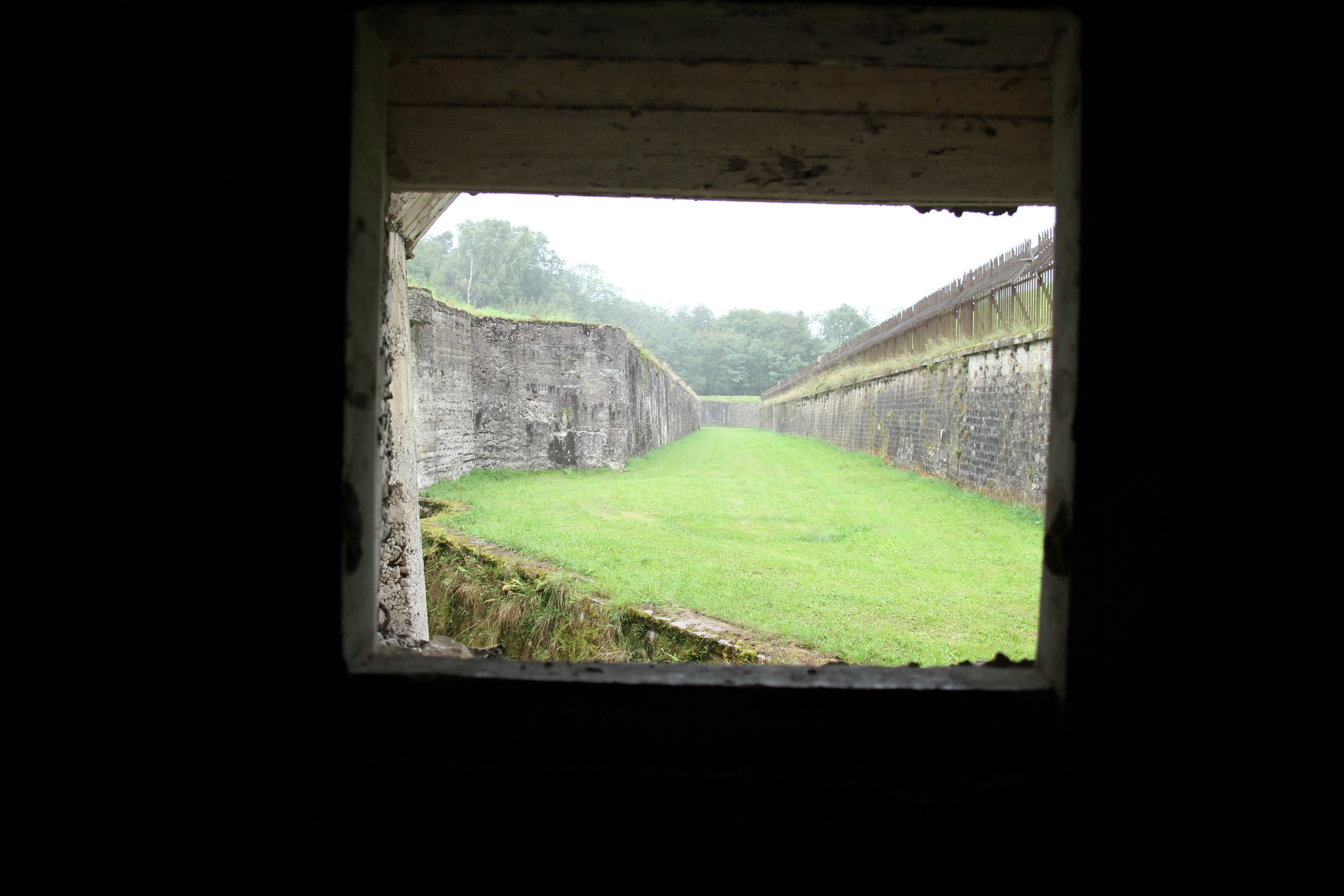
I fossati del forte.